# ポール・グリーングラス
ポール・グリーングラス（Paul Greengrass、1955年8月13日 - ）はイギリスの作家、映画監督。イングランド・サリーのチーム（現在のサットン・ロンドン特別区）出身。

## キャリア
中学生の頃から8ミリで短編映画を撮る。ケンブリッジ大学卒業後、グラナダ・テレビジョン・スクールで学び、その後約10年に渡りドキュメンタリー番組「World in Action」などを担当する。88年、英諜報機関の内情を暴く著書「スパイキャッチャー」を共同で発表。調査専門のジャーナリストとしてキャリアをスタート。87年にピーター・ライトと共著した『スパイ・キャッチャー』がベストセラーとなる。ドキュメンタリーやテレビドラマ等の監督を務めた後、1998年に『ヴァージン・フライト』で映画監督デビュー。
2002年の第52回ベルリン国際映画祭で、血の日曜日事件を描いた『ブラディ・サンデー』が金熊賞を受賞した。2004年には『ボーン・アイデンティティー』の続編、『ボーン・スプレマシー』を手がけ、アクション映画も撮れる多才ぶりを発揮。2007年には『ボーン』シリーズの完結編『ボーン・アルティメイタム』を手掛けた。
2006年の『ユナイテッド93』で、同時多発テロでハイジャックされたユナイテッド航空93便の機内を描き、映画は絶賛と共に物議を醸した。グリーングラス自身は、その年の第79回アカデミー賞のアカデミー監督賞にノミネートされ、英国アカデミー賞では監督賞を受賞した。
主な演出法は、手持ちカメラでの撮影が多く、リアリティがある。また、アクションシーンではカット割りが非常に多いのが特徴。

## フィルモグラフィ
| 年   | 題名                                                          | 役割             |
| ---- | ------------------------------------------------------------- | ---------------- |
| 1989 | Resurrected                                                   | 監督             |
| 1996 | ガルフ・フォー/スカッドミサイル爆破指令 The One That Got Away | 監督・脚本       |
| 1998 | ヴァージン・フライト The Theory of Flight                     | 監督             |
| 2002 | ブラディ・サンデー Bloody Sunday                              | 監督・脚本       |
| 2004 | ボーン・スプレマシー The Bourne Supremacy                     | 監督             |
| 2006 | ユナイテッド93 United 93                                      | 監督・脚本・製作 |
| 2007 | ボーン・アルティメイタム The Bourne Ultimatum                 | 監督             |
| 2010 | グリーン・ゾーン Green Zone                                   | 監督・製作       |
| 2013 | キャプテン・フィリップス Captain Philips                      | 監督             |
| 2016 | ジェイソン・ボーン Jason Bourne                               | 監督・脚本・製作 |

### テレビ映画
| 年   | 題名               | 役割 |
| ---- | ------------------ | ---- |
| 1994 | 極悪非道 Open Fire | 監督 |

### WEB配信映画
| 年   | 題名                                 | 役割             | 配信局    |
| ---- | ------------------------------------ | ---------------- | --------- |
| 2018 | 7月22日 22 July                      | 監督・脚本・製作 | Netflix   |
| 2020 | この茫漠たる荒野で News of the World | 監督・脚本       | Netflix   |
| 2025 | ロスト・バス The Lost Bus            | 監督・脚本       | Apple TV+ |